# Zoom (phần mềm)
Zoom là phần mềm gọi video phát triển bởi Zoom Video Communications. Phiên bản miễn phí cung cấp gọi video với tối đa 100 thiết bị cùng lúc, và giới hạn thời gian là 40 phút đối với cuộc gặp có từ ba người tham gia trở lên. Người dùng có thể nâng cấp bằng cách đăng ký một gói theo tháng, trong đó tùy chọn cao nhất cho phép 1.000 người tham gia mà không có giới hạn thời gian.
Trong đại dịch COVID-19, số người sử dụng Zoom cũng như các sản phẩm cho làm việc từ xa, giáo dục từ xa, và quan hệ xã hội trực tuyến khác tăng đột biến.

## Lịch sử
Một bản beta của Zoom, cho phép đến 15 người tham gia một cuộc họp, được phát hành ngày 10 tháng 9 năm 2012. Ngày 25 tháng 1 năm 2013, phiên bản 1.0 của phần mềm này được phát hành, với số người tham gia một cuộc họp tối đa là 25 người.. Đến cuối tháng đầu tiên, Zoom có 400.000 người dùng, và đến tháng 5 năm 2013 con số này là 1 triệu. Sau khi đại dịch COVID-19 nổ ra, Zoom đã có thêm 2,22 triệu người dùng trong hai tháng đầu năm 2020 – nhiều hơn số người dùng trong toàn bộ năm 2019 và cổ phiếu của công ty tăng đến 35 phần trăm. Trong một ngày vào tháng 3 năm 2020, ứng dụng Zoom đã được tải về 2,13 triệu lần. Tháng 4 năm 2020, Zoom đã có hơn 300 triệu người họp mặt mỗi ngày. Ngày 24 tháng 8 năm 2020, Zoom gặp sự cố trong vài giờ trước khi các dịch vụ chính được khôi phục.

## Tính năng

Giao diện Zoom

Zoom có mặt trên Windows, macOS, iOS, Android, Chrome OS, và Linux. Điểm khác biệt của nó được cho là giao diện đơn giản và dễ dùng, nhất là cho người không quen với công nghệ. Các tính năng bao gồm gọi một-một, họp video nhóm, chia sẻ màn hình, plugin, tiện ích trình duyệt, và khả năng thu lại cuộc họp và tự động phiên âm. Trên một số máy tính và hệ điều hành, người dùng có thể chọn một phông nền ảo, có thể tải từ nhiều trang khác nhau, dùng để thay cho phông nền thật.
Việc gọi video miễn phí giới hạn số người trong một cuộc họp là 100, và thời gian tối đa là 40 phút nếu có hơn hai người tham gia. Ngoài ra cũng có những gói đăng ký cho cuộc họp lớn hơn và dài hơn cùng một số tính năng khác, với giá từ 15–20 USD mỗi tháng. Những tính năng dành cho đối tượng doanh nghiệp, như Zoom Rooms, có trong những gói cao hơn, khoảng từ 50–100 USD một tháng. Tối đa 49 người có thể hiển thị trên màn hình cùng lúc. Zoom có một số cấp bậc: Basic, Pro, Business, và Enterprise. Người tham gia không phải tải ứng dụng Zoom nếu họ dùng trình duyệt Google Chrome hoặc Firefox; họ chỉ cần bấm vào link và tham gia ngay trong trình duyệt. Zoom hiện chưa được hỗ trợ trên trình duyệt Safari .
Các tính năng bảo mật của Zoom bao gồm cuộc họp cần mật khẩu, xác thực người dùng, phòng chờ, cuộc họp kín, vô hiệu hóa chia sẻ màn hình, ID tạo ngẫu nhiên, và khả năng đuổi người tham gia. Tính đến tháng 6 năm 2020, Zoom bắt đầu cho phép doanh nghiệp mã hóa đầu cuối, và tất cả người dùng đều được mã hóa AES 256 GCM. Tháng 10 năm 2020, Zoom thêm tính năng mã hóa đầu cuối cho người dùng miễn phí và trả phí. Tính năng này có trên mọi nền tảng, trừ phiên bản cho trình duyệt của Zoom.
Zoom cũng cung cấp dịch vụ phiên âm sử dụng phần mềm Otter.ai, cho phép doanh nghiệp lưu trữ các bản ghi cuộc họp Zoom trực tuyến và tìm kiếm chúng, đồng thời có thể phân loại và dán nhãn những người nói khác nhau.
Tính đến tháng 7 năm 2020, Zoom Rooms và Zoom Phone cũng được ra mắt. Tháng 8 năm 2020, Zoom Phone xuất hiện cho dịch vụ gọi điện nội địa ở hơn 40 quốc gia. Zoom for Home, một dòng các sản phẩm thiết kế cho gia đình, được ra mắt tháng 8 năm 2020.
Tháng 9 năm 2020, Zoom thêm một số tính năng tiếp cận để giúp người khiếm thính hoặc khiếm thị sử dụng phần mềm dễ dàng hơn. Các tính năng mới bao gồm di chuyển cửa sổ video, cố định và nhấn mạnh cửa sổ video, cải thiện phím tắt, thay đổi kích cỡ phụ đề, và cửa sổ người diễn dịch ngôn ngữ ký hiệu có thể đặt cạnh người nói.
Tháng 10 năm 2020, tại Zoomtopia, hội nghị người dùng hàng năm của Zoom, công ty đã giới thiệu OnZoom, một cửa hàng sự kiện ảo với hệ thống trả tiền tích hợp, trong đó người dùng có thể tổ chức và quảng bá các sự kiện trực tiếp miễn phí hoặc có phí. Với OnZoom, người dùng có thể lên lịch và tổ chức một hoặc một chuỗi sự kiện cho tối đa 1.000 người, và bán vé trên mạng. Công ty cũng ra mắt Zoom Apps, một tính năng tích hợp các ứng dụng bên thứ ba để sử dụng trong giao diện Zoom trong cuộc họp. Một số ứng dụng đầu tiên sẽ có mặt cuối năm 2020, bao gồm Slack, Salesforce, và Dropbox.

## Sử dụng
Zoom đã được dùng bởi các ngân hàng, đại học, và cơ quan chính phủ trên toàn thế giới, bởi Quốc hội Anh, chuyên gia y tế để thực hiện khám chữ bệnh từ xa (telemedicine), barbershops, và các sự kiện như tiệc sinh nhật, đám tang, và dịch vụ Bar và Bat Mitzvah. Zoom hợp tác với Formula One để tổ chức các câu lạc bộ ảo, nơi người hâm mộ có thể khám phá hậu cảnh và tham gia các hoạt động trực tuyến qua Zoom, bắt đầu với GP Hungary ngày 19 tháng 7 năm 2020. Tháng 7 năm 2020, một bài viết trong tờ San Francisco Chronicle nói về một xu hướng bất động sản tại San Francisco và Oakland trong đó một số người quảng cáo về những "phòng Zoom" với phông nền cho các cuộc gọi Zoom.
Vở kịch What Do We Need to Talk About? diễn ra trên Zoom, với các nhân vật chính tụ tập trên mạng trong đại dịch COVID-19 qua Zoom. Được viết và biên đạo bởi Richard Nelson, vở kịch được mua bởi The Public Theater và công chiếu trên YouTube ngày 29 tháng 4 năm 2020. The New Yorker gọi nó là "vở kịch xuất sắc đầu tiên của thời cách ly". Oprah's Your Life in Focus: A Vision Forward là một sự kiện ảo trực tiếp tổ chức bởi Oprah Winfrey trên Zoom từ ngày 16 tháng 5 đến ngày 6 tháng 6 năm 2020. Vở kịch In These Uncertain Times của Source Material, biên đạo bởi Samantha Shay, trong đó các nhân vật giao tiếp qua Zoom, được phát trên Zoom ngày 25 tháng 7 năm 2020. Trong bộ phim kinh dị found footage Host của Anh, đạo diễn bởi Rob Savage, một nhóm các thanh niên đã thử gọi hồn người chết qua Zoom. Bộ phim được công chiếu trên Shudder tháng 7 năm 2020. Một buổi đọc trực tuyến vở kịch năm 2009 The Elaborate Entrance of Chad Deity của Kristoffer Diaz qua Zoom được diễn ra từ ngày 15 đến 20 tháng 8 năm 2020 bởi Play-PerView.
Ngày 3–4 tháng 7, qua Zoom Webinar, Hiệp hội Luật Hiến pháp Quốc tế tổ chức sự kiện "quanh ngày đêm và quanh Trái Đất" đầu tiên, vượt qua các múi giờ, với 52 người phát biểu từ 28 quốc gia. Không lâu sau đó, hình thức hội nghị "đi vòng quanh thế giới với mặt trời từ Đông sang Tây" trở nên phổ biến, một số kéo dài đến vài ngày.
Ngày 17 tháng 9 năm 2020, một buổi đọc trực tiếp kịch bản của bộ phim năm 1982 Fast Times at Ridgemont High được tổ chức bởi Dane Cook, với các vị khách mời bao gồm Brad Pitt, Jennifer Aniston, Julia Roberts, Sean Penn, Matthew McConaughey, Shia LaBeouf, Morgan Freeman, Jimmy Kimmel, Ray Liotta, và John Legend, nhằm gây quỹ cho tổ chức từ thiện CORE. Ngày 20 tháng 9 năm 2020, lễ trao giải Primetime Emmy lần thứ 72, do Jimmy Kimmel dẫn chương trình, diễn ra với những người được đề cử tham dự qua Zoom. Trong một video âm nhạc cho bài hát "Ice Cream" của Blackpink và Selena Gomez, các nghệ sĩ xuất hiện qua Zoom từ nhà của mình.
Trong những ngày gần đây, một số người dùng đang gặp rắc rối về ID với mật khẩu khi nó liên tục hiện lỗi "Invalid Meeting ID" trên phiên bản máy tính nhưng khi dùng điện thoại, nó vẫn hoạt động bình thường. Điều đó đã gây ức chế cho một số người dùng.

## Phản hồi
Zoom đã bị chỉ trích vì những "lỗ hổng bảo mật và thiết kế không hợp lý" dẫn đến sự kiểm tra nghiêm ngặt đối với phần mềm này. Nhiều vấn đề của Zoom "xoay quanh những tính năng với mục đích giảm thiểu trở ngại trong các cuộc họp", mà theo Citizen Lab "cũng làm giảm sự riêng tư hay bảo mật". Tháng 3 năm 2020, Tổng chưởng lý New York Letitia James bắt đầu một cuộc điều tra về tính bảo mật và riêng tư của Zoom, kết thúc này 7 tháng 5 năm 2020, với kết quả là Zoom không công nhận thực hiện sai, nhưng đồng ý tăng cường các biện pháp bảo mật. Tháng 4 năm 2020, CEO Yuan xin lỗi vì những vấn đề về bảo mật, khẳng định một số vấn đề này là do  Zoom được thiết kế cho "các tổ chức lớn với hỗ trợ IT đầy đủ", và nói thêm rằng tháng 12 năm 2019, Zoom có nhiều nhất là 10 triệu người dùng mỗi ngày, đến tháng 3 năm 2020, con số này tăng lên hơn 200 triệu, khiến công ty gặp nhiều trở ngại trong việc vận hành phần mềm này. Zoom đồng ý tập trung vào riêng tư dữ liệu và phát hành một bản báo cáo minh bạch. Tháng 4 năm 2020, công ty phát hành Zoom 5.0, giải quyết một số vấn đề bảo mật và riêng tư. Phiên bản này mặc định bật mật khẩu, cải thiện mã hóa, và một biểu tượng bảo mật cho các cuộc họp. Tháng 9 năm 2020, Zoom mở rộng hỗ trợ xác thực hai yếu tố từ phiên bản web cho các ứng dụng máy tính và điện thoại.
Tính đến tháng 4 năm 2020, một số công ty, trường học, và cơ quan chính phủ đã hạn chế hoặc cấm việc sử dụng Zoom nội bộ, bao gồm Google, Siemens AG, Lực lượng Quốc phòng Úc, Bộ Ngoại giao Đức, Bộ Nội vụ Ấn Độ, SpaceX, và Sở Giáo dục Thành phố New York. Tháng 5 năm 2020, Sở Giáo dục  Thành phố New York cho phép dùng Zoom trở lại sau khi công ty giải quyết các vấn đề bảo mật và riêng tư.
Đến tháng 9 năm 2020, Zoom có 370.200 khách hàng là tổ chức từ 10 người trở lên, tăng 458 phần trăm so với cùng kỳ năm 2019.  Doanh thu của công ty tăng 355 phần trăm len663,5 triệu USD, vượt xa con số dự tính 500,5 triệu USD của các nhà phân tích.

### Riêng tư
Zoom đã bị chỉ trích vì chính sách bảo mật và chia sẻ dữ liệu của mình, cũng như cho phép chủ cuộc họp xâm phạm quyền riêng tư của những người tham gia vào cuộc gặp. Ngoài ra còn có nguy cơ tự tiện theo dõi học sinh và xâm phạm quyền của học sinh trong Đạo luật Quyền và Riêng tư Giáo dục Gia đình (FERPA). Theo công ty, dịch vụ video tuân thủ FERPA, và chỉ thu thập và lưu trữ dữ liệu người dùng để hỗ trợ kỹ thuật.
Tháng 3 năm 2020, một bài báo Motherboard phát hiện ra ứng dụng iOS của công ty gửi dữ liệu thiết bị cho Facebook khi khởi động, bất kể liệu ứng dụng có được kết nối với tài khoản Facebook hay không, mà không cho người dùng biết. Zoom trả lời bằng cách phát hành bản vá để loại bỏ SDK sau khi biết rằng nó đang thu thập dữ liệu thiết bị không cần thiết. Công ty khẳng định rằng SDK thu thập dữ liệu về thông số của thiết bị người dùng (như là tên mẫu và phiên bản hệ điều hành) nhằm mục đích tối ưu dịch vụ, chứ không thu thập dữ liệu cá nhân. Cũng trong tháng, Zoom bị một người dùng kiện lên Tòa Liên bang Hoa Kỳ về việc tiết lộ thông tin cá nhân cho bên thứ ba như Facebook một cách bí mật và bất hợp pháp. Zoom trả lời rằng họ "chưa từng bán dữ liệu người dùng và không có ý định bán dữ liệu người dùng trong tương lai".
Tháng 4 năm 2020, Zoom được phát hiện tự động gửi tên và email của người dùng cho LinkedIn, cho phép một số người tham gia tiếp cận được thông tin hồ sơ LinkedIn của những người dùng khác một cách bí mật. The companies disabled their integration. Tháng 5 năm 2020, Ủy ban Thương mại Liên bang (FTC) thông báo sẽ điều tra các chính sách riêng tư của Zoom. FTC cho rằng từ ít nhất là 2016, "Zoom giữ những chìa mã hóa cho phép Zoom giải mã nội dung của những cuộc gọi của khách hàng, và trang bị Zoom Meetings với mức độ mã hóa thấp hơn đã hứa". On ngày 9 tháng 11 năm 2020, a settlement was reached, requiring the company to implement additional security measures.

### Bảo mật
Tháng 11 năm 2018, một lỗ hổng bảo mật được phát hiện, cho phép kẻ tấn công từ xa không được xác thực làm giả thông điệp UDP, cho phép kẻ tấn công đuổi người tham gia khỏi cuộc họp, làm giả tin nhắn cho người dùng, hoặc chiếm đoạt màn hình được chia sẻ. Công ty nhanh chóng phát hành bản sửa lỗi sau khi lỗ hổng được phát hiện.
Tháng 7 năm 2019, nhà nghiên cứu bảo mật Jonathan Leitschuh tiết lộ một lỗ hổng zero-day cho phép một trang web bất kỳ buộc người dùng macOS phải tham gia một cuộc gọi Zoom bật camera video mà không có sự chấp thuận của người dùng. Cố gỡ cài đặt phần mềm Zoom trên macOS sẽ khiến nó tự động cài đặt lại trong nền, sử dụng một máy chủ web được ẩn trong máy trong lần cài đặt đầu tiên. Sau khi nhận phản hồi tiêu cực, Zoom vá lỗ hổng này và loại bỏ máy chủ ẩn, cho phép gỡ cài đặt hoàn toàn phần mềm.
Tháng 4 năm 2020, các nhà nghiên cứu bảo mật tìm thấy những lỗ hổng có thể khiến chứng chỉ của người dùng Windows bị lộ. Một lỗ hổng khác cho phép truy cập camera và microphone mà không có sự cho phép của người dùng. Zoom phát hành bản vá lỗi vào tháng 4 năm 2020. Cùng tháng, Cục Điều tra Liên bang (FBI) đưa ra cảnh báo về "Zoombombing", việc một người ngoài ý muốn tham dự và làm gián đoạn cuộc gặp. Motherboard báo cáo rằng có hai lỗi zero-day trên macOS và Windows, được bán với giá 500.000 USD ngày 15 tháng 4 năm 2020. Những người môi giới lỗi bảo mật bán quyền truy cập lỗ hổng của Zoom cho phép truy cập máy tính người dùng từ xa. Các hacker cũng đăng hơn tên và mật khẩu của hơn 500.000 tài khoản Zoom để bán trên dark web. Trước lượng lớn các vấn đề bảo mật và riêng tư này, Zoom bắt đầu một kế hoạch bảo mật toàn diện, bao gồm việc tư vấn với Luta Security, Trail of Bits, cựu Trưởng phòng An ninh Facebook Alex Stamos, cựu giám đốc công nghệ riêng tư toàn cầu của Google Lea Kissner, BishopFox, NCC Group, và nhà mã hóa Matthew D. Green của Đại học Johns Hopkins. Ngày 20 tháng 4 năm 2020, tờ New York Times viết rằng các kỹ sư Dropbox đã truy tìm những lổ hỗng bảo mật của Zoom trong hơn hai năm, buộc Zoom càng phải tăng tốc giải quyết những vấn đề này, và trả tiền cho những người tìm ra lỗi trong phần mềm của họ. Trong cùng bài viết, New York Times nói các nhà nghiên cứu bảo mật khen Zoom đã cải thiện thời gian phản hồi, và nhanh chóng vá những lỗi gần đây và loại bỏ những tính năng có khả năng xâm phạm quyền riêng tư của người dùng. Tháng 4 năm 2020, Zoom để nhiều tùy chọn bảo mật bật theo mặc định, và đưa ra các hướng dẫn cho người dùng để ngăn chặn Zoombombing. Trong một bài blod ngày 1 tháng 4 năm 2020, Yuan thông báo ngừng phát hành tính năng mới trong 90 ngày, để tập trung sửa các lỗi riêng tư và bảo mật trong nền tảng của mình. Ngày 1 tháng 7 năm 2020, công ty khẳng định đã đưa ra 100 tính năng bảo mật mới trong giai đoạn 90 ngày này. Những nỗ lực bao gồm mã hóa đầu cuối cho tất cả người dùng, mặc định bật mật khẩu cuộc họp, cho người dùng khả năng chọn trung tâm dữ liệu, tư vấn với các chuyên gia bảo mật, thành lập một hội đồng CISO, cải thiện chương trình săn lỗi, và làm việc với các bên thứ ba để kiểm tra độ bảo mật. Yuan cũng khẳng định Zoom sẽ phát hành một báo cáo minh bạch trong năm 2020.

### Kiểm duyệt
Một bản báo cáo tháng 4 năm 2020 của Citizen Lab cảnh báo rằng việc hầu hết nghiên cứu và phát triển của Zoom diễn ra tại Trung Quốc có thể "khiến Zoom chịu áp lực từ chính quyền địa phương". Tài khoản của Lý Trác Nhân, chủ tịch Đảng Lao động Hồng Kông bị đóng từ đầu tháng 5 năm 2020, và tài khoản của nhà hoạt động nhân quyền Chu Phong Tỏa bị đóng vào tháng 6, sau khi anh tổ chức một sự kiện thảo luận về sự kiện Thiên An Môn. Tháng 6 năm 2020, Zoom thừa nhận rằng họ đã đóng hai tài khoản của người dùng Mỹ và một của người dùng Hồng Kông liên quan đến các cuộc họp thảo luận cuộc biểu tình Thiên An Môn 1989, các tài khoản sau đó được mở lại, và công ty nói rằng trong tương lai "sẽ có một quy trình mới để xử lý những tình huống tương tự". Zoom cũng thông báo về một tính năng mới có thể ngăn người gọi từ các quốc gia nhất định tham gia vào cuộc họp bất hợp pháp ở quốc gia đó.

## Liên kết chính thức
- Website chính thức